# No Happy View
No Happy View (englisch für ‚Keine glückliche Aussicht‘) ist das Debütalbum des deutschen Synthiepop-Duos Wolfsheim.

## Entstehung und Artwork
Alle Stücke des Albums wurden gemeinsam von den beiden Wolfsheim-Mitgliedern Peter Heppner und Markus Reinhardt geschrieben, drei in Zusammenarbeit mit Carlos Perón. Im Sound Studio N in Köln war Perón darüber hinaus für das Mastering und die Produktion zuständig. Perón bildet zudem mit José Alvarez-Brill und Gento Navaho das Produzenten-Trio Nine-O-Nine, diese zeichneten zuständig für die Abmischung, das Arrangement sowie die Aufnahme. Diese Produktiosschritte tätigten sie im Musik Design in Aachen. Die kompletten Aufnahmen mussten aufgrund knapper Geldmitter innerhalb von drei Wochen abgeschlossenen sein.
Auf dem schwarz-weißen Frontcover des Albums sind – neben Künstlernamen und Albumtitel – die beiden Wolfsheim-Mitglieder zu sehen. Die Bildaufnahme entstand bei Leisten Photodesign und wurde von Willy Leisten sowie seinem Assistenten Mischa Haas getätigt. Auf der Rückseite ist die Aufschrift „You’ll Never Like WOLFSHEIM“ (englisch für ‚Du wirst nie Wolfsheim mögen‘) zu finden. In einem 24 × 24 cm großen Begleitheft sind vier Schwarz-Weiß-Fotos Wolfsheims und französische Texte enthalten.

## Veröffentlichung und Promotion
Die Erstveröffentlichung von No Happy View erfolgte am 12. Mai 1992 in Deutschland als CD und Vinylplatte. Noch im selben Jahr wurde das Album europaweit, unter anderem in Dänemark, veröffentlicht. Die Veröffentlichung erfolgte durch das Musiklabel Strange Ways Records, vertrieben wurde es durch die EFA Medien GmbH Tonträger Produktion. Das Album setzt sich aus elf neuen Studioaufnahmen zusammen. Aufgrund des aufkommenden Erfolges Ende der 1990er-Jahre, wurde das Album 1999 erneut veröffentlicht.
Am 11. Februar 2022, zum 30-jährigen Jubiläum von No Happy View, erschien eine Neuauflage zum Download und Streaming. Hierbei handelt es sich um eine digitale Version des Original-Albums aus dem Jahr 1992, die um drei Titel erweitert wurde. Als Erweiterung wurden der Jubiläumsedition zwei weitere Versionen, eine gekürzte Radioversion sowie eine erweiterte Fassung, von The Sparrows and the Nightingales und das Lied A Look into Your Heart hinzugefügt. Beide Versionen von The Sparrows and the Nightingales stammen aus der dazugehörigen Single (1992). Das Lied A Look into Your Heart stammt ursprünglich von der EP Thunderheart. Die Neuauflage von No Happy View verfügt über das gleiche Artwork wie das Original. Carlos Perón, der sich schon vor 30 Jahren für einen Großteil der Produktion verantwortlich zeigte, unterzog den Titeln ein Remastering. Veröffentlicht wurde diese Albumvariation durch das norwegische Musiklabel Sub Culture Records, der Vertrieb erfolgte durch Edition Eisenberg.
Um das Album zu bewerben, gingen Wolfsheim noch im gleichen Jahr auf die Zillo Festival Tour 1992 und im Folgejahr auf die Strange Ways Festival Tour 1993.

## Inhalt
Mit Ausnahme eines Titels sind alle Liedtexte in englischer Sprache verfasst. Nur das Stück Kissing the Wall wurde in deutscher Sprache geschrieben. Das Lied The Sparrows and the Nightingales beinhaltet die sich wiederholende deutschsprachige Zeile „Wo ist der Führer der mich führt, ich warte immer noch“. Musikalisch bewegen sich die Lieder im Bereich des Dark Waves und Synthiepops. Das Debütalbum zeige dabei bereits den für Wolfsheim typischen Stil, lautete die Darstellung in den Szene-Enzyklopädien Das Gothic- und Dark-Wave-Lexikon und Gothic-Lexikon. Dieser sei verkörpert durch „traurige und doch gleichzeitig eingängige Melodien, deren Texte bei genauer Betrachtung von Optimismus zeugen“.
Das Album besteht aus elf neu eingespielten Titeln, wobei drei Stücke schon auf zuvor veröffentlichten Demoalben zu finden waren. Die Lieder Kissing the Wall und It’s Not Too Late (Don’t Sorrow) (zuvor bekannt als: Don’t Sorrow) erschienen bereits auf dem ersten Demoalbum Any But Pretty. Das Lied …Can Manage… als Soloversion auf dem zweiten Demoalbum Ken Manage. Bei der Neuauflage von …Can Manage… wurden Wolfsheim von der Fetisch-Park-Sängerin Marlon Shy unterstützt. Bei Following You wurden sie von José Alvarez-Brill als Gitarrist begleitet. Gesungen werden die Stücke allesamt eigens von Heppner. Im Hintergrund sind die Stimmen von Daniela und Melanie von den Stollberger Nightingales zu hören. Als zusätzlichen Keyboarder neben Reinhardt engagiert man Gento Navaho.
| #  | Titel                                                                        | Autor(en)                                     | Produzent(en) | Länge |
| -- | ---------------------------------------------------------------------------- | --------------------------------------------- | ------------- | ----- |
| 1  | …Can Manage… (feat. Marlon Shy)                                              | Peter Heppner, Carlos Perón, Markus Reinhardt | Carlos Perón  | 4:05  |
| 2  | Following You (feat. José Alvarez-Brill)                                     | Peter Heppner, Markus Reinhardt               | Carlos Perón  | 4:58  |
| 3  | Annie                                                                        | Peter Heppner, Markus Reinhardt               | Carlos Perón  | 4:15  |
| 4  | Leading Men                                                                  | Peter Heppner, Markus Reinhardt               | Carlos Perón  | 3:02  |
| 5  | It’s Not Too Late (Don’t Sorrow)                                             | Peter Heppner, Markus Reinhardt               | Carlos Perón  | 3:38  |
| 6  | The Sparrows and the Nightingales                                            | Peter Heppner, Carlos Perón, Markus Reinhardt | Carlos Perón  | 4:40  |
| 7  | Angry Today                                                                  | Peter Heppner, Markus Reinhardt               | Carlos Perón  | 3:56  |
| 8  | Kissing the Wall                                                             | Peter Heppner, Markus Reinhardt               | Carlos Perón  | 3:34  |
| 9  | This Time                                                                    | Peter Heppner, Markus Reinhardt               | Carlos Perón  | 2:56  |
| 10 | Anybody’s Window                                                             | Peter Heppner, Carlos Perón, Markus Reinhardt | Carlos Perón  | 3:09  |
| 11 | Listen!                                                                      | Peter Heppner, Markus Reinhardt               | Carlos Perón  | 2:14  |
|    | 30th Anniversary Remastered Edition                                          |                                               |               |       |
| 12 | A Look into Your Heart (30th Anniversary Remaster)                           | Peter Heppner, Markus Reinhardt               | Carlos Perón  | 3:45  |
| 13 | The Sparrows and the Nightingales (Radio Edit) (30th Anniversary Remaster)   | Peter Heppner, Carlos Perón, Markus Reinhardt | Carlos Perón  | 3:11  |
| 14 | The Sparrows and the Nightingales (Long Version) (30th Anniversary Remaster) | Peter Heppner, Carlos Perón, Markus Reinhardt | Carlos Perón  | 6:46  |

## Singleauskopplungen
Bereits ein Jahr vor der Veröffentlichung von No Happy View wurde am 12. Juli 1991 die DebütsSingle The Sparrows and the Nightingales veröffentlicht. Im Februar 1992 wurde ebenfalls vorab eine Maxi-Single zu It’s Not Too Late (Don’t Sorrow) herausgebracht. Beide Singles verfehlten einen Charteinstieg. The Sparrows and the Nightingales verkaufte sich über 10.000 Mal, damit verkaufte sich die Single für „Underground-Verhältnisse“ (Untergrund-Verhältnisse) sehr gut. Das Lied Annie wurde nicht als Single ausgekoppelt, war aber im Jahr zuvor Teil des Samplers Bouquet of Dreams.

## Tourneen
Die folgende Liste ist eine Übersicht der Konzerte die Wolfsheim bei der Zillo Festival Tour 1992 und Strange Ways Festival Tour 1993 gespielt haben. Bei der Zillo Festival Tour 1992 handelte es sich um eine gemeinsame Tournee mit The Invincible Spirit, Eternal Afflict, Catastrophe Ballet und Umbra et Imago. Die Tour erstreckte sich vom 11. bis 14. Dezember 1992 und führte sie durch vier deutsche Städte. Zwei Monate später folgte die Strange Ways Festival Tour 1993, die sie zusammen mit The Cain Principle, Operating Strategies und Twice a Man vom 11. bis 16. Februar 1993 durch fünf deutsche Städte führte.
| Datum             | Stadt                  | Veranstaltungsort | Land        | Veranstaltung                   |
| ----------------- | ---------------------- | ----------------- | ----------- | ------------------------------- |
| 11. Dezember 1992 | Bielefeld              | PC69              | Deutschland | Zillo Festival Tour 1992        |
| 12. Dezember 1992 | Leipzig                | Werk II           | Deutschland | Zillo Festival Tour 1992        |
| 13. Dezember 1992 | Hamburg                | Markthalle        | Deutschland | Zillo Festival Tour 1992        |
| 14. Dezember 1992 | Frankfurt              | Batschkapp        | Deutschland | Zillo Festival Tour 1992        |
| 11. Februar 1993  | Hannover Linden-Limmer | Capitol           | Deutschland | Strange Ways Festival Tour 1993 |
| 12. Februar 1993  | Berlin                 | Huxley’s          | Deutschland | Strange Ways Festival Tour 1993 |
| 13. Februar 1993  | Chemnitz               | Kraftwerk         | Deutschland | Strange Ways Festival Tour 1993 |
| 15. Februar 1993  | Dortmund               | Live Station      | Deutschland | Strange Ways Festival Tour 1993 |
| 16. Februar 1993  | Siegen                 | Bismarckhalle     | Deutschland | Strange Ways Festival Tour 1993 |

## Mitwirkende
| Albumproduktion - José Alvarez-Brill – Abmischung, Arrangement, Gitarre (Lied: 2), Tonmeister - Peter Heppner – Gesang, Komponist, Liedtexter - Gento Navaho – Abmischung, Arrangement, Keyboard, Tonmeister - Carlos Perón – Abmischung, Arrangement, Komponist (Lieder: 1, 6, 10), Liedtexter (Lieder: 1, 6, 10), Mastering, Musikproduzent, Tonmeister - Markus Reinhardt – Keyboard, Komponist, Liedtexter - Marlon Shy – Gesang (Lied: 1) - Stollberger Nightingales – Hintergrundgesang Artwork (Cover) - Mischa Haas – Fotograf-Assistent - Willy Leisten – Fotograf | Unternehmen - EFA Medien GmbH Tonträger Produktion – Vertrieb - Leisten Photodesign – Artwork - Musik Design – Abmischung, Arrangement, Tonstudio - Sound Studio N – Tonstudio - Strange Ways Records – Musiklabel |

## Rezensionen
Viele Printmedien wählten Wolfsheim nach der Veröffentlichung des Albums zum „Newcomer des Jahres“. Judith Platz rezensiert in der Literatur Die Welt der Gothics. Spielräume düster konnotierter Transzendenz, dass Wolfsheim in der Folge des Erfolges als konstanter Repräsentant des Electro Wave und Synthiepop in der Schwarzen Szene galt. Mrs.Hyde von Schwarzes Bayern ist der Meinung, dass das Duo mit ihrer Stilvermengung von „Dark Wave und Synthiepop […] in den 1990ern den deutschen Underground mit ihrer unnachahmlichen Melange […] nachhaltig geprägt“ habe.
Peter Matzke und Tobias Seeliger fassten im Gothic- und Dark-Wave-Lexikon den Entschluss, dass eine Mischung aus „traurige[n] und doch gleichzeitig eingängige[n] Melodien, deren Texte bei genauer Betrachtung von Optimismus zeugen“ das Gesamtwerk Wolfsheims durchziehe. Die Basis dazu habe das Duo bereits auf No Happy View gelegt.
Das deutschsprachige Online-Magazin laut.de listete No Happy View in ihrer Auswertung „30 Jahre, 30 Alben – Best of 1992“ auf und zeigte sich verwundert, dass der „melodische Popentwurf“, der sich in den Vorzeigesingles und heutigen „Klassikern“ It’s Not Too Late (Don’t Sorrow) und The Sparrows and the Nightingales niederschlage, das Duo nicht aus dem Stand in die Charts katapultierte.
In einer Retrospektive zum 30-jährigen Jubiläum des Sonic Seducer beschrieb ein Redakteur No Happy View als eines der „unbestritten“ schönsten Alben des „Dark-Wave-Sektors“.

## Kommerzieller Erfolg
Bis Ende 2001 wurden ungefähr 65.000 Exemplare des Albums verkauft.

## Trivia
Auf dem ein Jahr später veröffentlichten nachfolge Album Popkiller befindet sich ein Lied mit dem Titel No Happy View.